# Правителство на Константин Стоилов 3
Третото правителство на Константин Стоилов е седемнадесето правителство на Княжество България, назначено с Указ № 14 от 9 декември 1894 г. на княз Фердинанд Сакскобургготски. Управлява страната до 18 януари 1899 г., след което е наследено от правителство на Димитър Греков.

## Политика
По негово време е преодолян 10-годишният конфликт с Русия, а Фердинанд е международно признат за български княз. Вътрешнополитическата либерализация след свалянето на Стамболов води до съживяване и укрепване на основните политически партии в Княжеството – Либерална, Прогресивно-либерална и Демократическа, наред с управляващата Народна партия.
Правителството на Стоилов насърчава индустрията и земеделието с данъчни облекчения и кредит, увеличава облагането на вносните стоки и развива мащабно железопътно строителство, но не успява да компенсира нарасналите държавни разходи и изпада в зависимост от чуждестранните (австрийски и френски) кредитори.

## Съставяне
Кабинетът, оглавен от Константин Стоилов, е съставен от представители на Народната партия и близкия до княз Фердинанд Рачо Петров, продължил да бъде начело на Военното министерство.

### Кабинет
Сформира се от следните 7 министри и един председател:
| министерство                          | име | име                          | партия         |
| ------------------------------------- | --- | ---------------------------- | -------------- |
| председател на Министерския съвет     |     | Константин Стоилов           | Народна партия |
| външни работи и изповедания           |     | Григор Начович               | Народна партия |
| вътрешни работи                       |     | Константин Стоилов           | Народна партия |
| народно просвещение                   |     | Константин Величков          | Народна партия |
| финанси                               |     | Иван Евстратиев Гешов        | Народна партия |
| правосъдие                            |     | Димитър Минчевич             | Народна партия |
| военен                                |     | Рачо Петров                  | военен         |
| търговия и земеделие                  |     | Иван Евстратиев Гешов (упр.) | Народна партия |
| обществени сгради, пътища и съобщения |     | Михаил Маджаров              | Народна партия |

### Промени в кабинета

#### от 13 ноември 1895
| министерство | име | име                       | партия         |
| ------------ | --- | ------------------------- | -------------- |
| правосъдие   |     | Константин Стоилов (упр.) | Народна партия |

#### от 10 февруари 1896
| министерство                | име | име                       | партия         |
| --------------------------- | --- | ------------------------- | -------------- |
| външни работи и изповедания |     | Константин Стоилов (упр.) | Народна партия |
| правосъдие                  |     | Теодор Теодоров           | Народна партия |
| търговия и земеделие        |     | Григор Начович            | Народна партия |

#### от 31 юли 1896
| министерство         | име | име                          | партия         |
| -------------------- | --- | ---------------------------- | -------------- |
| търговия и земеделие |     | Иван Евстратиев Гешов (упр.) | Народна партия |

#### от 1 ноември 1896
| министерство                | име | име                | партия         |
| --------------------------- | --- | ------------------ | -------------- |
| вътрешни работи             |     | Найден Бенев       | Народна партия |
| външни работи и изповедания |     | Константин Стоилов | Народна партия |

#### от 17 ноември 1896
| министерство | име | име                  | партия |
| ------------ | --- | -------------------- | ------ |
| военен       |     | Никола Иванов (упр.) | военен |

#### от 29 ноември 1896
| министерство | име | име           | партия |
| ------------ | --- | ------------- | ------ |
| военен       |     | Никола Иванов | военен |

#### от 26 август 1897
| министерство         | име | име                 | партия         |
| -------------------- | --- | ------------------- | -------------- |
| финанси              |     | Теодор Теодоров     | Народна партия |
| търговия и земеделие |     | Константин Величков | Народна партия |
| народно просвещение  |     | Иван Вазов          | Народна партия |
| правосъдие           |     | Георги Згурев       | Народна партия |

#### от 23 ноември 1898
| министерство         | име | име                 | партия         |
| -------------------- | --- | ------------------- | -------------- |
| търговия и земеделие |     | Найден Бенев (упр.) | Народна партия |

## Събития

### Помирение с Русия и русофилите
- 20 декември 1894 – Обявена е частична политическа амнистия за водачите на опозицията. Петко Каравелов е освободен от затвора, а на Драган Цанков е позволено да се върне от изгнание. От амнистията са изключени стамболовите министри и офицерите, емигрирали след преврата от 1886 година.[5]
- 3 юли 1895 – Убийство на Стефан Стамболов.[6]
- 2 февруари 1896 – Престолонаследникът Борис е покръстен от католическо в православно вероизповедание. В отговор Русия възобновява дипломатическите си отношения с България, прекъснати през 1886 година. Великите сили признават княз Фердинанд за законен български владетел.[7]
- 21 декември 1896 – Народното събрание приема нов закон за амнистията, който позволява на политическите емигранти, напуснали страната по време на размириците от 1886 – 1887 година, да се завърнат в България.[8]
- 22 януари 1898 – Споразумение с Русия за приемане на българските офицери-емигранти, преминали на руска служба след 1886, обратно в българската армия.[9]

### Политика по Македонския въпрос
- 19–26 март 1895 – Македонските дружества в България се обединяват в общ, Македонски комитет за въоръжена борба с цел автономия на Македония.[10]
- юни–юли 1895 – Четническа акция на Македонския комитет: чети, организирани със знанието и подкрепата на министър-председателя Стоилов и военния министър Рачо Петров, навлизат в Кратовско, Малешевско, Мелник и Доспат и водят сражения с турски войски. Българското правителство се опитва да използва дейността на комитета, за да издейства реформи в Македония, но е принудено да ги спре след остри реакции от Австро-Унгария, Русия и балканските съседи.[11][12]
- април 1896 – Османските власти издават ираде за въвеждане на административни реформи в Одринско, Македония и Косово. Те предвиждат известен контрол (инспектори) върху правораздаването и финансите, но не допускат християни нито в местната управа, нито в полицията, както иска българското правителство.[13]
- юли 1896 – Избухва поредното въстание на гърците от Крит за присъединяване на острова към Гърция. Гръцки чети навлизат в Южна Македония.[14]
- 19 февруари 1897 – Сключена е българо-сръбска спогодба. В условията на международната криза, предизвикана от Критското въстание, България и Сърбия се договарят да пазят териториалното статукво на Балканите, да си помагат в развитието на националната, религиозната и училищната дейност в Македония и да не предприемат агресивни действия без предварителни консултации.[15]
- март 1897 – Османското правителство допуска откриване на сръбски училища в Солунския и Битолския вилает.[16]
- 6 април 1897 – Избухва Гръцко-турска война, приключила с поражение на Гърция няколко месеца по-късно.[17] Правителството на Стоилов се възползва от затрудненията на Османската империя, за да издейства отстъпки за Българската екзархия и учредяване на български търговски агентства в Одрин, Дедеагач, Сяр, Солун, Битоля и Скопие.[18][19]
- 26 октомври 1897 – Султанът издава берати за назначаване на български митрополити в Битоля, Дебър и Струмица.[20]

### Финансово и стопанско управление
- 20 декември 1894 – Правителството прокарва през VIII обикновено народно събрание Закон за насърчаване на местната промишленост, който се отнася до текстила, производството на фаянс, хартия, тухли и други отрасли и предвижда безмитен внос на суровини и машини, намалени железопътни тарифи и данъчни облекчения за по-големите предприятия.[21]
- 20 декември 1894 – На мястото на десятъка и емляка е въведен поземлен данък.[22]
- 20 декември 1894 (1 януари 1895 по нов стил) – Гласуван е и Закон за акцизите и повишаване на вносните мита, който задължава правителството да договори с Великите сили промени в търговските им привилегии по Берлинския договор и го вкарва в конфликт с Австро-Унгария.[23]
- 20 юни 1895 – Железопътната линия Каспичан – Шумен, част от проектираната жп връзка на София и Варна, е въведена в експлоатация.[24]
- 30 юли 1896 – Правителството на Стоилов и международен банков синдикат начело с Париба сключват „Земеделски заем“. България получава 30 милиона лева (при 5 % лихва) за капитализиране на земеделските каси, инвестиране в инфраструктурата (жп линиите от София за Каспичан и Кюстендил) и обслужване на стари дългове.[25]
- октомври 1896 – Правителството започва „паралелната“ жп линия Саранбей – Пловдив – Нова Загора, която трябва да направи търговията в Южна България независима от Компанията на Източните железници. Проектът засяга интересите на Дойче банк и Париба, които блокират строежа с финансов натиск върху България.[26]
- края на 1896 – Търговски договор с Австро-Унгария урежда двустранния митнически конфликт, въвежда увеличени и специфични мита за австро-унгарските стоки в България.[27]
- 6 февруари 1897 – Тръгват първите влакове между Перник и Радомир. Линията е част от проекта за свързване на София с Кюстендил и Македония.[24]
- 20 февруари 1897 – Открита е жп линията през Искърското дефиле от София до Роман.[24]
- ноември 1898 – Споразумение за конверсионен заем от обединение на френски, австрийски и германски банки намалява лихвата на българските задължения от 6 на 5 % при размер от 290 милиона лева. Част от заема е за наемане на Източните железници в Южна България от българското правителство. Тези условия са отхвърлени от Народното събрание през декември.[28]
- 14/26 януари 1899 – Стоилов и останалите министри подават оставка вследствие от провала на конверсионния заем.[29]